# Scheemdermeer
Scheemdermeer is een buurt in de plaats Scheemda in de Groningse gemeente Oldambt. De buurt ligt aan de oostkant van Scheemda, tussen de A7 en het Winschoterdiep. De buurt telt volgens gegevens van het CBS 450 inwoners (2008).De oostelijke helft (met De Toekomst) viel tot 1990 onder de gemeente Midwolda.
Scheemdermeer is genoemd naar een voormalig veenmeertje of meerstal onder Midwolda, dat in verbinding stond met de Tjamme. Op een kaart van omstreeks 1638 staat dit gewesene meer afgebeeld. In 1642 werd in Scheemda voor het eerst een kind gedoopt dat geboren was bij Scheemdermeer, vanaf 1667 gebeurde dat ook in Midwolda. Het buurtje groeide snel; in de Hollandse veencompagnie bij Midwolda was veel werk te verzetten. De woning van de veenbaas stond aan het Oude Winschoterdiep. De provinciekaart van Nicolaes Visscher van omstreeks 1680 toont de buurtschap Scheemter Meer. De bebouwing concentreerde zich langs de Scheemdermeerlaan en het verlengde daarvan. Een kaart van rond 1700 laat ook een stukje van de Bosweg (Meerwegh) zien. Naar Scheemda liep uitsluitend een voetpad. In 1840 had het buurtje 19 huizen met 133 inwoners. Scheemdermeer had al in 1867 een christelijke jongelingsvereniging, die vermoedelijk een eigen lokaaltje had. In 1932 werd een hervormd evangelisatielokaal gesticht, waar ten minste tot 1940 kerkdiensten werden gehouden.
De buurt werd na de bouw van de strokartonfabriek De Toekomst in 1900 geleidelijk uitgebreid, met name met nieuwbouw langs het Winschoterdiep end e Scheemdermeersterweg. Voor de aan- en afvoer kreeg de fabriek een eigen aftakking van het Winschoterdiep. Na de Tweede Wereldoorlog volgden nieuwbouwplannen op de Bovenbouwten met de Wilhelmina- en Julianalaan.
In 1968 werd de kartonfabriek gesloten. Door verdere uitbreidingsplannen in de jaren 1990 is Scheemdermeer nauwelijks nog als aparte buurt te herkennen.

## Waterschap
Van 1916 tot 1967 heeft er op deze plek aan zelfstandig waterschap bestaan met de naam Scheemdermeer. Het schap is opgegaan in Oldambt. Het gebied wordt sinds 2000 waterstaatkundig beheerd door het waterschap Hunze en Aa's.